# Iberis procumbens subsp. microcarpa
Iberis procumbens subsp. microcarpa é uma subespécie de planta com flor pertencente à família Brassicaceae. 
A autoridade científica da subespécie é Franco & P.Silva, tendo sido publicada em Feddes Repert. 68: 195 (1963).

## Portugal
Trata-se de uma subespécie presente no território português, nomeadamente em Portugal Continental.
Em termos de naturalidade é endémica da região atrás referida.

## Protecção
Encontra-se protegida por legislação portuguesa ou da Comunidade Europeia, nomeadamente pelo Anexo II e IV da Directiva Habitats.